# Democrazia jacksoniana

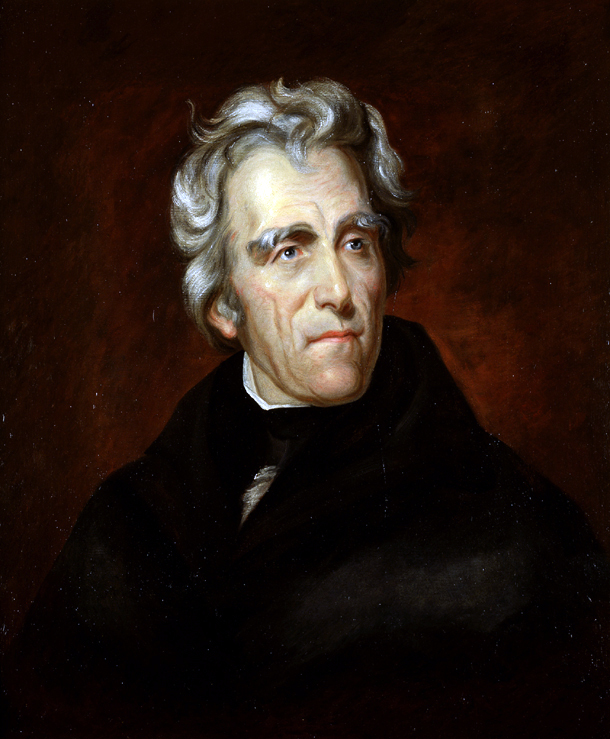
Ritratto di Andrew Jackson (1924)

Con democrazia jacksoniana si intende la filosofia politica degli Stati Uniti d'America che dominò la politica americana durante la presidenza di Andrew Jackson, generale ed eroe della guerra del 1812.
La democrazia jacksoniana fu la prima vera forma di democrazia americana, poiché prima della presidenza di Jackson, iniziata nel 1829, la vita politica americana era stata dominata dai grandi latifondisti del Profondo Sud e dai ricchi imprenditori del New England. Entro il 1856, la quasi totalità degli Stati aveva introdotto leggi che consentivano il suffragio universale maschile per i bianchi. La stessa presidenza assunse anche maggiore importanza, riconoscendo al Presidente più poteri decisionali, a scapito delle prerogative del Congresso.
Lo storico Robert V. Remini sostiene che la democrazia jacksoniana ampliò la concezione americana della democrazia, ispirando futuri programmi come il New Deal, la Nuova Frontiera e la Grande società.

## Ideologia
La democrazia jacksoniana si basava sui diversi principi, rintracciabili negli ideali conservatori, progressisti e populisti.
Il fulcro del programma jacksoniano era il coinvolgimento dell'uomo comune nella vita politica del Paese. Perciò, il principale obiettivo di Jackson divenne l'allargamento del diritto di voto a tutti i maschi bianchi, a prescindere dal censo. Questo obiettivo fu realizzato nel 1856, quando tutti gli Stati americani adottarono leggi che abolirono il suffragio censitario, fatta eccezione per Massachusetts, Rhode Island, Pennsylvania, Delaware e Carolina del Nord che lo mantennero fino al 1860.
Per poter realizzare le sue riforme, Jackson credeva fosse necessario avere quanti più uffici e incarichi da affidare a coloro che, una volta in carica, avrebbero eseguito tutte le sue direttive. Anche se questo sistema, definito spoils system ("sistema del bottino"), facilitò le riforme di Jackson, creò anche un sistema di clientelismo, dove spesso i pubblici ufficiali erano corrotti e negligenti.
Proprio come Thomas Jefferson e i suoi sostenitori, i Jacksoniani credevano fermamente nelle libertà individuali e si opponevano ad un forte governo centrale, mentre volevano delegare la maggior parte dei poteri ai singoli Stati.
Sui temi economici, il movimento Jacksoniano sosteneva il liberalismo economico e si opponevana sia alla modernizzazione sia al protezionismo sostenuti dai Whig, preferendovi, rispettivamente, l'intervento di soggetti privati e il libero scambio. Basandosi su un'interpretazione di aderenza stretta alla Costituzione, i seguaci di Jackson si opponevano tenacemente a qualsiasi monopolio di stato, specie quello bancario espresso dalla Seconda Banca nazionale. Sostenevano infatti che il compito di emettere moneta spettasse al Dipartimento del Tesoro, che doveva regolarne il valore in base a quello dell'oro e dell'argento, proibendo qualsiasi obbligazione. Jackson odiava personalmente le banche perché credeva fossero un sistema per truffare la gente comune.
In politica estera, i Democratici di Jackson si fecero promotori del cosiddetto "Destino manifesto", secondo cui gli Stati Uniti avrebbero dovuto espandersi verso i territori occidentali, sulle Grandi Pianure e la West Coast, anche a costo di guerre contro i vicini. Questo ideale aveva come scopo permettere agli agricoltori bianchi poveri di stabilirsi in nuove terre dove poter prosperare. In seguito, i Democratici del "Partito del suolo-libero", come Martin Van Buren, osteggiarono questo principio in funzione abolizionista, opponendosi al mantenimento della schiavitù nei nuovi territori.

## Storia

### Origini
Nel 1816, dopo la sconfitta elettorale del rivale Partito Federalista, il Partito Democratico-Repubblicano era divenuto l'unico partito politico attivo, creando un "regime monopartitico". Tuttavia, la pluralità fu mantenuta dall'eterogeneità dei Democratici-Repubblicani che si erano divisi in diverse fazioni, una delle quali guidata dal generale Andrew Jackson. In vista delle controverse elezioni del 1824, le quattro maggiori fazioni, inclusa quella di Jackson, avevano presentato ognuna il proprio candidato. Pur rimanendo sconfitto da un accordo tra i candidati John Quincy Adams (asceso alla presidenza) ed Henry Clay, Jackson vinse la maggioranza degli stati e del voto popolare, segnando l'inizio del movimento Jacksoniano. Quando il Partito Repubblicano di disciolse nel 1828, il sistema politico statunitense vide contrapporsi il Partito Democratico (chiamato semplicemente "Jacksoniano" prima del 1834) ed il Partito Repubblicano Nazionale.
Il Partito Democratico fu il primo partito politico organizzato della storia americana, consistente in una vasta coalizione di partiti politici statali, boss politici e redattori di giornali, elettoralmente supportata da agricoltori, operai urbani ed immigrati cattolici, soprattutto irlandesi.
Nelle elezioni del 1828, Jackson trionfò nettamente sul rivale John Quincy Adams, segnando l'inizio della "Età jacksoniana".

### Il dominio di Jackson

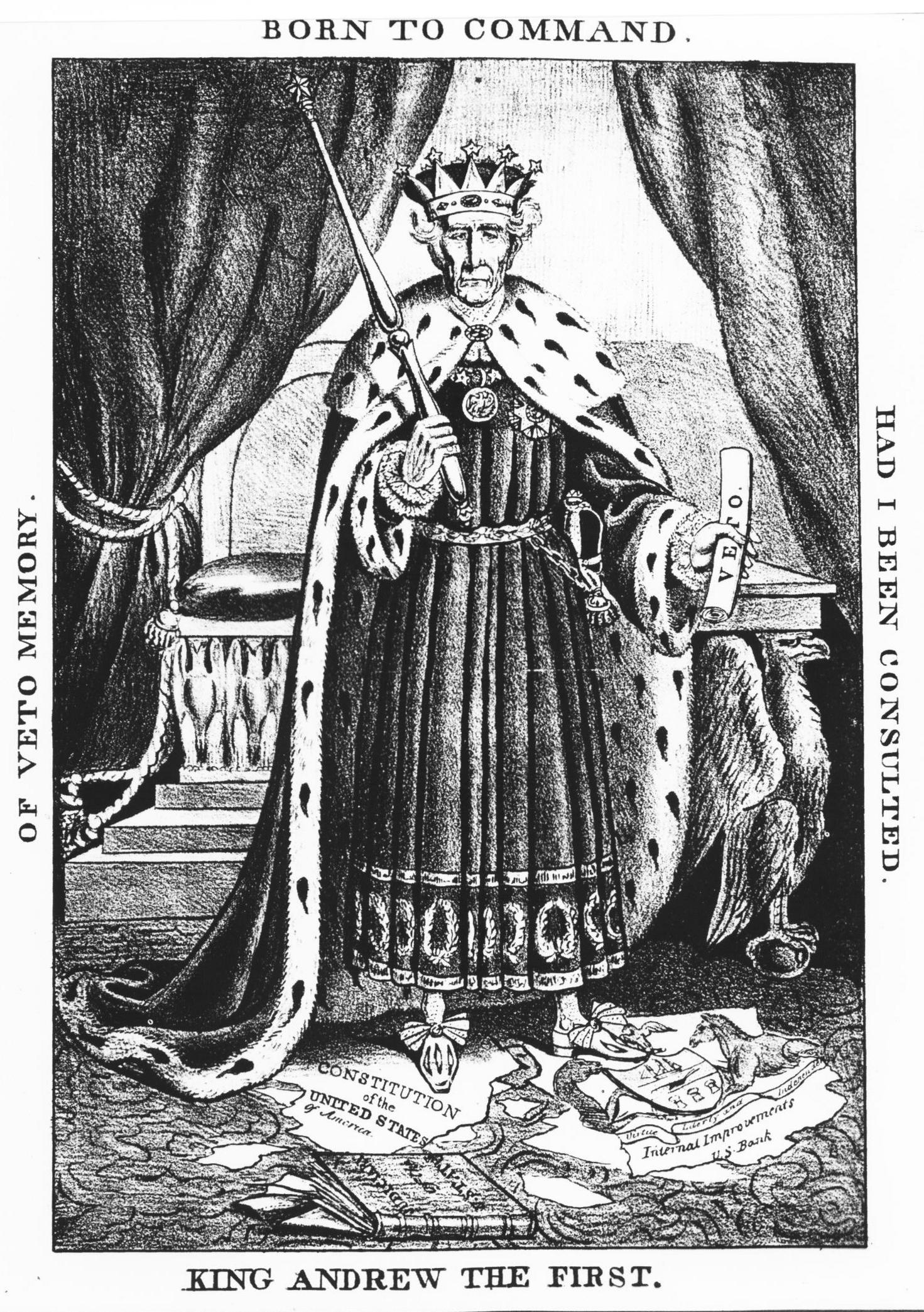
Caricatura satirica di Andrew Jackson, rappresentato come un monarca.

Divenuto Presidente, Jackson mantenne le sue promesse, attuando riforme che permisero anche ai cittadini di ceto medio-basso di influenzare la vita politica del Paese, anche se si registrarono violenze ed intimidazioni durante il percorso legislativo che portò all'estensione del suffragio.
Andrew Jackson appose ben 12 veti alle leggi, battendo i record dei suoi predecessori. Va notata anche la strenua opposizione dei Democratici alla proposta di istituire un'educazione pubblica obbligatoria, poiché pensavano che ciò avrebbe limitato la libertà individuale interferendo con la volontà dei genitori e indebolito le scuole private.
Tuttavia, fra i decreti firmati da Jackson figura anche il famigerato Indian Removal Act (1830), che costringeva i nativi americani di Georgia, Tennessee e Mississippi a trasferirsi nel Territorio indiano, una terra priva di coloni bianchi che divenne poi lo Stato dell'Oklahoma.
I Jacksoniani, come la maggior parte dei bianchi americani dell'epoca, credevano nella supremazia bianca, ed erano fortemente contrari a forme di emancipazione per neri e per nativi americani. Jackson tuttavia vedeva la "questione indiana" come un problema militare e giuridico, non come uno razziale. A prova di questo va detto che nel 1813, Andrew Jackson adottò un orfano indiano di 3 anni chiamato Lyncoya, verso cui provava una forte simpatia. 
Nonostante i principi dei Democratici fossero decisamente federalisti, Jackson aveva anche rilevato le debolezze di un governo centrale troppo debole durante la Crisi della Nullificazione (1832–1837), in cui la Carolina del Sud minacciò la secessione. Fu uno dei motivi per cui i Democratici divennero sostenitori di una presidenza forte che controbilanciasse sia uno strapotente Congresso che le eccessive autonomie dei singoli Stati.

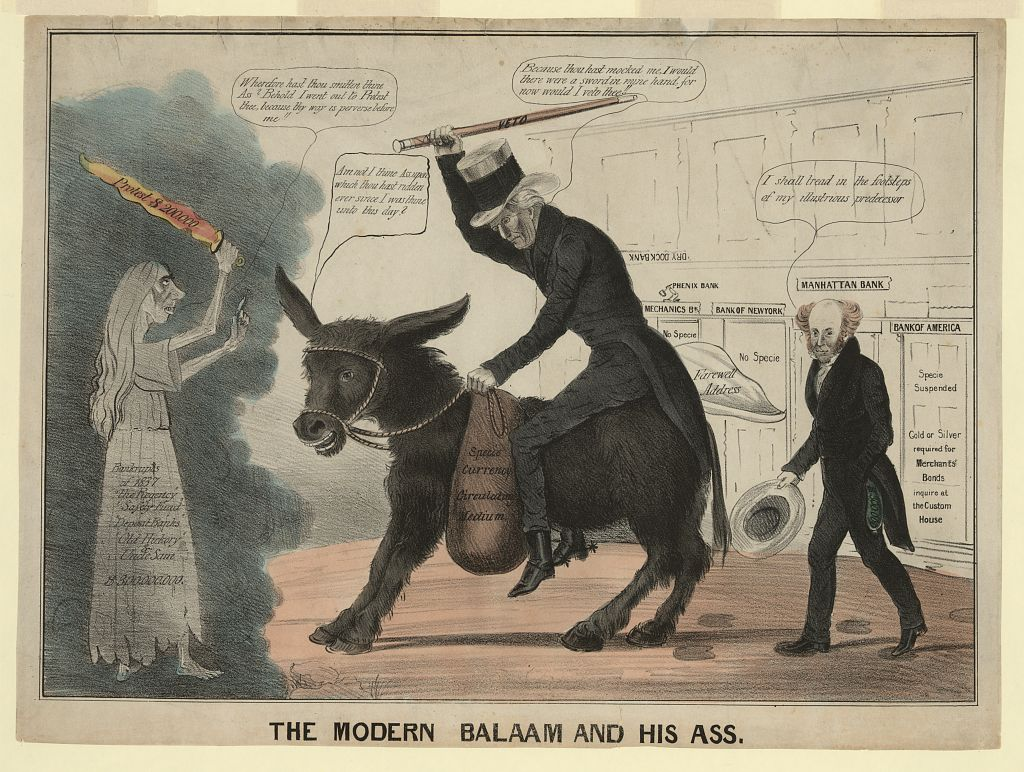
Vignetta satirica rappresentante Jackson come Balaam su un'asinella rappresentante i suoi sostenitori. L'asinella fu poi adottata la Partito Democratico come simbolo informale.

Le politiche di Jackson portarono inevitabilmente ad una forte opposizione sia dai sostenitori del potere legislativo, sia dai sostenitori dei diritti degli Stati. In particolare, gli oppositori dei Jackson e della sua "democrazia" lo vedevano come un individuo iracondo e tirannico, cosa che gli valse il soprannome di "Re Andrea, il Primo" (King Andrew, the First). Le forti critiche contro Jackson si rilevarono tuttavia ininfluenti: nelle elezioni presidenziali del 1832, Jackson fu rieletto a largo margine, ottenendo il 54% del voto popolare, sconfiggendo il Repubblicano Nazionale Henry Clay, il "nullificatore" John Floyd e l'anti-massonico William Wirt. In seguito alla vittoria di Jackson, i "nullificatori" divennero deboli e confluirono nei Democratici nel 1839, mentre i Nazionali Repubblicani e gli anti-massonici si coalizzarono creando il Partito Whig, volendo sottolineare la propria opposizione a quello che reputavano un Presidente di simpatie monarchiche.
Una questione che infiammò il secondo mandato di Jackson fu quella che venne definita "Guerra della Banca". Andrew Jackson ed i suoi sostenitori si erano sempre opposti all'idea di una banca centrale, poiché credevano violasse la sovranità dei singoli Stati. Jackson, che odiava le banche soprattutto per convinzioni personali, trovò alleati nella sua crociata contro la Seconda Banca degli Stati Uniti nel giornale Washington Globe, nel Presidente della Corte Suprema Roger Brooke Taney e negli agricoltori e schiavisti del Sud. Dal canto suo, il presidente della Seconda Banca Nicholas Biddle poteva vantare il supporto dei Whig e dagli industriali del nord-est, che necessitavano di prestiti governativi da poter reinvestire. La guerra fu vinta da Andrew Jackson, che nel 1836 riuscì a non rinnovare il mandato ventennale della Banca.

### Eredità
Il 4 marzo 1837, Jackson aveva ormai 69 anni e aveva deciso di non ricandidarsi alle elezioni presidenziali del 1836, che furono però vinte dal Democratico Martin Van Buren, favorito anche dalla divisione dei Whig. Van Buren era stato il fedele Vice Presidente di Jackson,.
La popolarità del suo predecessore tuttavia non lo salvò dalla sconfitta elettorale subita alle elezioni presidenziali del 1840 da parte del Whig William Henry Harrison. La presidenza Harrison durerà appena un mese, interrompendosi bruscamente a causa della morte precoce del presidente, e i suoi successori John Tyler e James Knox Polk mantennero intatte le riforme della democrazia Jacksoniana. Dopo una breve parentesi Whig, durata dal 1848 al 1852 con le presidenze Taylor e Fillmore, il Democratico Franklin Pierce, un Jacksoniano, divenne Presidente con un'ampia maggioranza. Gli insuccessi della presidenza Pierce però furono decisivi nel declino dell'era Jacksoniana.
Il successore di Pierce, James Buchanan, non era infatti un Jacksoniano, ma molte delle riforme di Jackson, come il suffragio universale maschile, divennero un'eredità permanente negli Stati Uniti. La democrazia Jacksoniana divenne una sorta di "guida" per il Partito Democratico, modellando i suoi sviluppi nel corso del XIX secolo. L'ultimo Presidente degli Stati Uniti dichiaratamente Jacksoniano fu Andrew Johnson; la presidenza Johnson governò dall'assassinio di Lincoln nel 15 aprile 1865 al 4 marzo 1869.